# 新温泉町立照来小学校

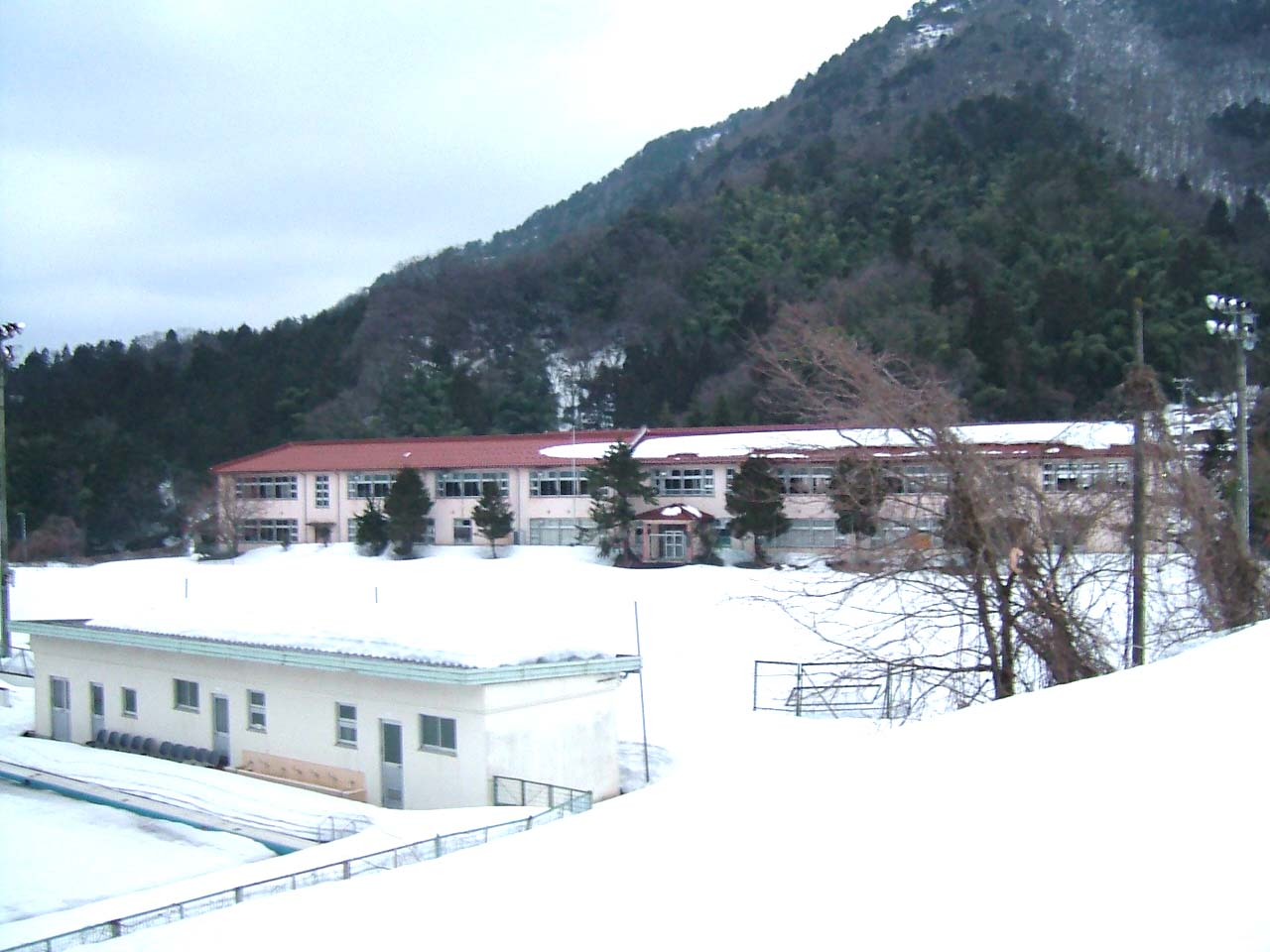
旧校舎

新温泉町立照来小学校（しんおんせんちょうりつ てらぎしょうがっこう）は、兵庫県美方郡新温泉町桐岡にある公立小学校。

## 沿革
- 1874年（明治7年）5月23日 - 照来小学校創立。
- 1887年（明治20年）4月1日 - 照来村立照来簡易小学校と改称。
- 1893年（明治26年）10月20日 - 照来村立尋常小学校と改称。
- 1902年（明治35年）4月1日 - 高等科設置。
- 1941年（昭和16年）4月1日 - 国民学校令により照来村立照来国民学校と改称。
- 1947年（昭和22年）4月1日 - 学制改革により照来村立照来小学校と改称。
- 1954年（昭和29年）10月1日 - 町村合併により温泉町立照来小学校と改称。
- 1990年（平成2年）9月1日 - 前照来中学校校舎を改修し移転。
- 2005年（平成17年）10月1日 - 町村合併により新温泉町立照来小学校と改称。
- 2006年（平成18年）3月26日 - 廃校となった旧照来中学校校舎を増改築し移転。

## 通学区域
- 飯野、塩山、中辻、丹土、桐岡、多子、切畑、

## 進学先中学校
- 新温泉町立夢が丘中学校

## 交通アクセス
- JR山陰本線 浜坂駅より、夢つばめ湯村温泉線「湯村温泉」バス停下車。
  - 乗換：夢つばめ照来循環線「農協前」バス停下車。

## 校区内の主な施設
- 兵庫県立但馬牧場公園
- 湯村温泉ヘリポート

## 通学区域が隣接している学校
- 新温泉町立温泉小学校
- 香美町立射添小学校